# Đồng bằng Trường Giang

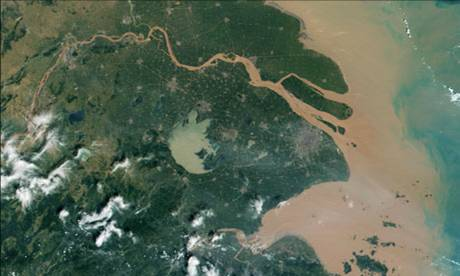
Yangtze River Delta Economic Zone

Đồng bằng Trường Giang hay đồng bằng sông Dương Tử (giản thể: 长江三角洲; phồn thể: 長江三角洲; bính âm: Chángjiāng sānjiǎozhōu, Hán Việt: Trường Giang Tam giác châu) thường được dùng để đề cập đến các vùng nói tiếng Ngô, tức Thượng Hải, miền nam Giang Tô và miền bắc Chiết Giang. Đồng bằng Trường Giang nằm ở khu vực trung tâm của một vùng lớn hơn mà theo truyền thống được gọi là Giang Nam. Trường Giang chảy vào Biển Hoa Đông. Tỉ lệ đô thị hóa trong khu vực ngày càng tăng cao và có thể là Vùng đô thị tập trung lớn nhất thế giới. Diện tích của vùng đồng bằng được cho là 99600 km² và đây là nơi sinh sống của 80 triệu người vào năm 2007, trong đó 50 triệu người là cư dân đô thị.

## Dân cư
Đồng bằng Trường Giang là một trong những nơi có mật độ dân cư cao nhất trên thế giới và bao gồm một trong những thành phố lớn nhất thế giới là Thượng Hải. Bởi có dân số đông cộng với chất thải các nhà máy, hóa chất trong nông nghiệp và từ các thành phố thượng nguồn nên đồng bằng này bị Quỹ Quốc tế Bảo vệ Thiên nhiên cho là nguồn gây ô nhiễm lớn nhất cho Thái Bình Dương.
Tiếng mẹ đẻ của hầu hết cư dân trong vùng là tiếng Ngô (đôi khi được gọi là tiếng Thượng Hải, mặc dù tiếng Thượng Hải chỉ là một phương ngữ của tiếng Ngô), gần như toàn bộ dân cư cũng đều có thể sử dụng hết sức thành thạo tiếng Phổ thông. Tiếng Ngô và các "phương ngữ" khác của tiếng Trung không thể hiểu lẫn nhau.
Đồng bằng Trường Giang gồm 12 địa cấp thị của ba tỉnh thành. Về phía bắc, đồng bằng có thể coi là kéo dài đến Liên Vân Cảng thuộc Giang Tô và xa về phía nam đến Thái Châu, Chiết Giang. Đồng bằng Trường Giang bao gồm một số nơi có kinh tế phát triển nhanh nhất tại Trung Quốc trong những năm gần đây và năm 2004, vùng chiếm 21% tổng GDP của Trung Quốc.